# 姜允美
姜允美（韓語：강윤미，1988年2月10日—），是韩国著名的女子短道速滑运动员。她是2006年都灵冬奥会3000米接力冠军。

## 职业生涯
2006年都灵冬奥会中，姜允美获得3000米接力金牌。

## 资料来源
- 雅虎体育(英文)（页面存档备份，存于）
- 姜允美-国际滑冰联盟（ISU）
- 姜允美-Olympedia